# ناحیه نوبهار
ناحیهٔ نوبهار (به ازبکی: Navbahor District) یک منطقهٔ مسکونی در ازبکستان است که در ولایت نوایی واقع شده‌است. ناحیه نوبهار ۸۶٬۵۰۰ نفر جمعیت دارد.